# Єрохіна Ольга Тихонівна
Ольга Тихонівна Єрохіна (28 березня 1914 — 15 березня 1995) — передовик радянського сільського господарства, птахівниця радгоспу «Каховський» Каховського району Херсонської області, Герой Соціалістичної Праці (1966).

## Біографія
Народилася в 1914 році в селі Нова Маячка Маячківської волості Дніпровського повіту Таврійської губернії в селянській російській родині.
Завершила навчання в початковій школі. З 1931 по 1934 роки працювала в їдальні радгоспу "Саки" помічником кухаря. З 1934 по 1941 роки працювала в робочому кооперативі пекарем у селі Богданівка Каховського району.
З 1941 по 1944 роки перебувала на окупованій території. Після звільнення працевлаштувалася в радгосп "Каховський". Стала працювати ланковою рільничої бригади. У 1958 році переведена на роботу старшої птахівницею по вирощуванню молодняка. За три роки трудової діяльності зуміла добитися збереження курчат на рівні 96-97%, що було найвищим показником у Каховському районі. У 1960 році перейшла доглядати за курами-несучками і зуміла виконати план п'ятирічки за чотири календарні роки. 
«За видатні успіхи, досягнуті в розвитку сільськогосподарського виробництва і виконання п'ятирічного плану продажу державі продуктів землеробства і тваринництва», указом Президії Верховної Ради СРСР від 8 квітня 1971 року Ользі Тихонівні Єрохіній присвоєно звання Героя Соціалістичної Праці з врученням ордена Леніна і медалі «Серп і Молот».
Продовжувала й надалі працювати у сільському господарстві до виходу на заслужений відпочинок. 
Проживала у селі Богданівка Каховського району Херсонської області. Померла 15 березня 1995 року. Похована в Богданівці.

## Нагороди
- Золота зірка «Серп і Молот» (08.04.1971)
- орден Леніна (08.04.1971)
- інші медалі.